# Csaba Sógor
Csaba Sógor (12 maggio 1964) è un politico romeno, rappresentante della minoranza ungherese.
È deputato al Parlamento europeo per conto del Partito popolare europeo (PPE) e membro dell'Unione Democratica Magiara di Romania.
Oltre all'ungherese e al rumeno, parla correntemente inglese, tedesco e comprende il francese.

## Istruzione
Dal 1983 al 1988 studia presso l'università di Cluj, laureandosi con una tesi in Teologia, successivamente frequenta le Università di Zurigo e Basilea dove consegue un Master in Teologia.

## Carriera professionale
Tra il 1988 ed il 1999 è un pastore della chiesa riformata in Romania, in servizio a Ciceu. La sua carriera politica ha inizio nel 1990 come membro dell'Unione democratica degli ungheresi in Romania. Dal 1995, è membro dei rappresentanti dell'Unione. Come membro dell'Unione democratica degli ungheresi in Romania, viene per la prima volta eletto al Congresso in Cluj. Dal 2000 al 2004 è senatore, membro del Comitato per l'Educazione, la Scienza e la gioventù. È stato rieletto senatore dello stesso partito tra il 2004 ed il 2008, e segretario del suo gruppo parlamentare. Il 3 dicembre 2007 ha rassegnato le dimissioni dal parlamento ed è stato sostituito dal senatore Vilmos Zsombori.
Nel 2007 è stato eletto membro del Parlamento europeo . In un'intervista ha affermato di essere favorevole a riconoscere l'autonomia del Székely e considerare l'ungherese come seconda lingua di stato, almeno nelle comunità sul territorio rumeno, in cui gli ungheresi rappresentano almeno il 20% della popolazione totale.

## Attività parlamentari
È membro del commissione per le libertà civili, la giustizia e gli affari interni, e supplente della Commissione per l'occupazione e gli affari sociali. Sógor è presente anche nella Delegazione per le relazioni con i paesi del Sud-Est asiatico e nell'Associazione delle Nazioni del Sudest Asiatico (ASEAN) e sostituto membro della Delegazione per le relazioni con il Giappone.

## Vita privata
È sposato e ha quattro figli.